# Veria (gemeente)
Veria (Grieks: Βέροια, ook getranslitereerd als Veroia of  Beroia; in het Nederlands ook Berea) is sedert 2011 een fusiegemeente (dimos) in de Griekse bestuurlijke regio (periferia) Centraal-Macedonië.
De vijf deelgemeenten (dimotiki enotita) van de fusiegemeente zijn:
- Apostolos Pavlos (Απόστολος Παύλος)
- Dovras (Δοβράς)
- Makedonida (Μακεδονίδα)
- Vergina (Βεργίνα)
- Veroia (Βέροια)

In de deelgemeente (dimotiki enotita) Vergina bevindt zich Archeologische site van Aigai, werelderfgoed.

## Geografie

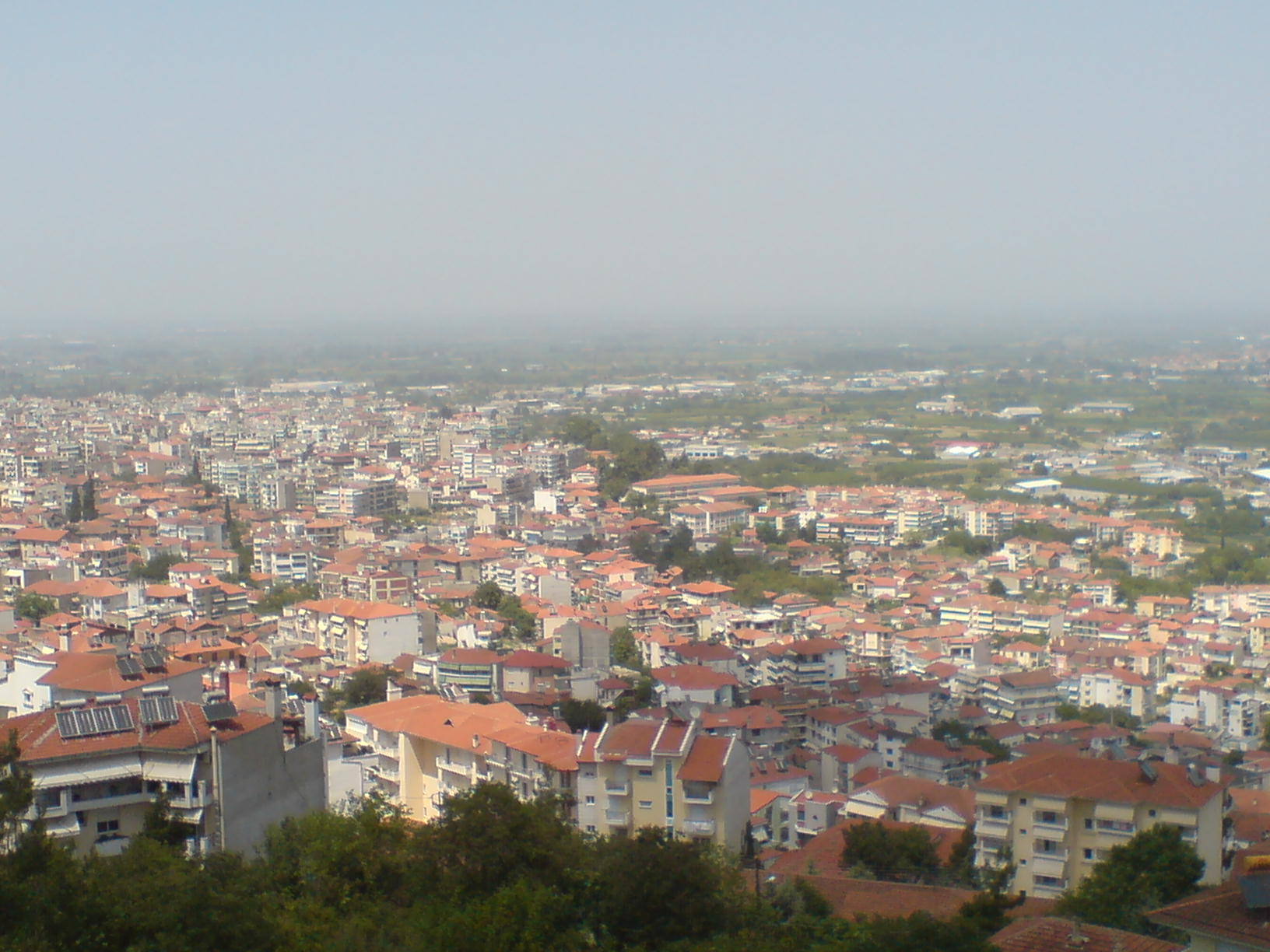
Skyline

De gemeente ligt aan de voet van het Vermion-gebergte. Thessaloniki ligt 65 km ten noordoosten van de stad.

## Sport
De voetbalclub is Veria FC.